# Stanisław Rogowski
Stanisław Rogowski (ur. 1 maja 1946 we Wschowie, zm. 25 grudnia 2024 we Wrocławiu) – polski prawnik, polityk i nauczyciel akademicki, poseł na Sejm X i II kadencji, rzecznik ubezpieczonych (1995–2007).

## Życiorys
Ukończył w 1969 studia na Wydziale Prawa i Administracji Uniwersytetu Wrocławskiego, w 1975 uzyskał stopień doktora nauk prawnych. Od 1969 pracował na Uniwersytecie Wrocławskim, dochodząc do stanowiska adiunkta. Został też nauczycielem akademickim m.in. w Wyższej Szkole Prawa im. Heleny Chodkowskiej. Był autorem opracowań naukowych i artykułów z zakresu historii państwa i prawa polskiego, prawa konstytucyjnego i ubezpieczeń. Publikował m.in. w „Przeglądzie Ubezpieczeń Społecznych i Zdrowotnych”.
Był posłem na Sejm X kadencji z ramienia Unii Chrześcijańsko-Społecznej (1989–1991) oraz II kadencji z listy Unii Pracy (1993–1997). Pełnił funkcję przewodniczącego rady okręgowej UP we Wrocławiu. Sprawował urząd rzecznika ubezpieczonych nieprzerwanie od 1995 (tj. od czasu powstania tej instytucji) do 2007. Był też członkiem rady Fundacji Instytut Zarządzania Ryzykiem Społecznym.

## Odznaczenia
- Srebrny Krzyż Zasługi (1985)
- Medal 40-lecia Polski Ludowej (1984)